# Bicicletas Bianchi
F.I.V. Edoardo Bianchi S.p.A (pronunciado bi-AHN-ki en Italiano) es un fabricante italiano de bicicletas de carretera, montaña, eléctricas y urbanas. Fundada en 1885 por Edoardo Bianchi, es la empresa de bicicletas más antigua del mundo aún en funcionamiento. Bianchi es una de las marcas con más reconocimiento a nivel internacional dentro del mundo del ciclismo y ya destacó en sus inicios por ser la pionera en el uso de ruedas con neumático del mismo diámetro y frenos delanteros de calibrador. En 1897 la empresa se lanzó también a la fabricación de motocicletas, actividad que se prolongó hasta 1967. Durante el período 1955-1969 Bianchi participó en la joint-venture llamada Autobianchi con la participación de la automovilística Fiat y Pirelli, ambos fabricantes italianos dedicados a la movilidad. Finalmente en 1969 Autobianchi fue totalmente absorbida por Fiat. En mayo de 1997, Bianchi pasó a formar parte del Grupo Cycleurope, relacionada con Grimaldi Industri AB. El gran reconocimiento de la marca se debe no solo a su antigüedad, sino al característico color celeste con el que son pintados muchos de sus modelos de bicicletas así como al haber sido las bicicletas utilizadas por grandes mitos del ciclismo, como Fausto Coppi, Danilo Di Luca, Mario Cipollini, Marco Pantani, Moreno Argentin, Jan Ullrich o Felice Gimondi, quién aún está relacionado con la marca. Desde la temporada 2015, Bianchi suministra bicicletas al equipo UCI ProTour LottoNL-Jumbo.
Los inicios de la compañía se sitúan en la calle Via Nirone n.º 7 de Milán, donde se ubicó el primer taller de fabricación y venta de bicicletas. En recordatorio a sus orígenes, Bianchi tiene un modelo de bicicleta de carretera con el nombre Via Nirone 7. Actualmente Bianchi tiene sus instalaciones en la localidad italiana de Treviglio, dónde se ensamblan sus bicicletas y se fabrican en su totalidad algunos de sus modelos de alta gama. Tradicionalmente las bicicletas Bianchi han sido equipadas con componentes de la marca italiana Campagnolo, aunque de igual manera durante los últimos años también se han ofrecido bicicletas montadas con equipos de la marca japonesa Shimano.

## Bianchi USA
Bianchi USA es la división norteamericana de Bianchi, con sede en Hayward (California). Desde allí distribuyen bicicletas fabricadas en Italia para todo Estados Unidos. La directora de diseño en Bianchi USA es Sky Yaeger, y la calcomanía "100% Chick Designed" que aparece en algunas bicicletas comercializadas en los EE. UU. hace alusión a ella. De toda la gama de productos, solo la línea Reparto Corse se sigue fabricando en Italia.

## 130 Aniversario. 1885-2015
En motivo del 130 aniversario de la marca, todos los modelos fabricados en 2015 fueron serigrafiados con una inscripción conmemorativa visible en el cuadro de la bicicleta.

## Celeste
Las bicicletas Bianchi son tradicionalmente pintadas celeste, aunque hay otros colores. Mitos contradictorios dicen que el celeste es el color del cielo de Milán, el color de los ojos de una exreina de Italia para quienes Edoardo Bianchi hizo una bicicleta - el águila coronada del logotipo de la empresa es una adaptación de la antigua cresta real - y que era una mezcla de excedentes de pintura militar durante la segunda guerra. El tono matiz ha cambiado a lo largo de los años, a veces, más azul, y luego más verde.